# 로이크
로이크(독일어: Leuk, 프랑스어: Loèche-Ville)는 스위스 발레주에 위치한 도시이다. 2013년 1월 1일, 에르슈마트(Erschmatt)의 이전 시정촌은 로이크시로 합병되었다.
이곳은 겜미 고개에 대한 접근을 통제하기 때문에 로마 라이티아 시대부터 어느 정도 중요했다. 로이커바트 온천탕은 로이크 북쪽, 고개를 향해 있다. 발레주의 로이 지역의 수도이다.
로이크는 신호정보 수집을 위한 스위스 가로채기 시스템인 Onyx의 알려진 시설 중 하나의 고향이다.

## 역사
로이크는 515년에 Villa de Leuca로 처음 언급되었다.
로이크는 로마 시대 이전에 이미 사람이 거주했다. 양귀비 머리핀, 브로치와 벨트 고리가 있는 흩어져 있는 라텐 시대 무덤이 로이크에서 발견되었다. 6세기에는 부르고뉴 지기스문트 왕의 소유였으며, 생 모리스 수도원에 기증했다. 로마화된 켈트족의 지역 인구는 알레만족의 침략으로 인해 천년기가 시작될 무렵 점차적으로 독일화되었다. 그러나 14세기에도 로이크에는 여전히 강력한 로마 소수 민족이 있었다.

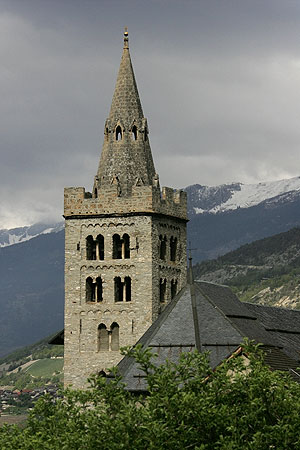
성 슈테판 교회의 로마네스크 양식의 탑

이 도시의 첫 번째 교회는 6세기 또는 7세기에 지어졌으며, 아마도 로마 건물에서 유래했을 것이다. 이 교회는 9세기에 더 큰 건물로 대체되었다. 11세기와 12세기에 다시 교체되었다. 현재 교회의 로마네스크 양식의 종탑은 이 세 번째 건물에 있다. 현재 교회는 울리히 루피너가 고딕 양식으로 지었다. 제단과 조각품으로 풍성하게 장식되었으며, 1494년 요스트 폰 질네넨(Jost von Silenen) 주교에 의해 성 스테판 교회로 축성되었다. 죽음의 프레스코화가 있는 납골당에서 1982년에 약 1m의 뼈 아래에서 13세기에서 16세기로 거슬러 올라가는 26개의 조각상이 발견되었다. 우수한 동상을 포함한 14세기 피에타. 성 스테판의 교구 교회 외에도 도시에 몇 개의 다른 교회가 있었다. 여기에는 텔의 순례 예배당과 전염병 묘지 위에 1690-94년에 지어진 링가크 예배당이 포함된다. 1720년에서 1885년 사이에 은자가 살았던 마리아 성전은 발레에서 가장 중요한 바로크 양식의 방 중 하나이다.
초기 및 중세 시대에 로이크는 주인이 여러 번 바뀌었고, 마침내 1138년 시온 주교의 권위 아래 놓이게 되었다. 새로운 통치자들은 양보를 통해 로이크의 발전을 격려했다. 1209년에 로이크는 자체 도량형을 가질 권리가 주어졌다. 1285년에 그들은 병원을 지었고, 1310년에는 북부 이탈리아와 샴페인 시장 사이의 오래된 무역로에 창고 하나를 추가했다. 창고와 함께 그들은 마차가 산을 넘을 수 있도록 추가 드래프트 동물을 제공하는 팀스터 그룹을 설립했다. 주교 영지 보유자 피츠툼과 마이어는 주교성(마이어의 자리)과 피츠툼슈투름(피츠툼의 탑)을 지었다. 14세기에 성은 3개의 주변 지역-로예(로비오), 차블렌(카불로), 갈디넨(칼다나)-을 다스렸다. 이 세 지역은 모두 독립된 지자체로 성장했다. 1458년에 로이크는 시민의 관습적 권리를 법으로 성문화했다. 이 ‘오래된 성법’은 1563년에 갱신되었다.
봉건 제도의 쇠퇴, 세속적 주교 권력의 약화, 발레의 민주적 자의식이 부상하면서 구질서는 새로운 권력 구조로 대체되었다. 드 로이카, 페르리니, 폰 라론 및 폰테말리오의 이전 주요 가문은 베라, 마게란, 알레트, 암뷜, 알베르티니, 가즈너, 마옌체트, 첸-루피넨 및 로레탄을 포함하여 군 복무로 돈을 벌었던 새로운 가문으로 대체되었다. 그 후 마을은 우아한 집과 새 교회가 있는 독립적인 도시로 성장했다. 서쪽에는 달라 협곡에 탑과 다리가 세워졌다. 동쪽의 페쉘 협곡은 1563년에 다리로 연결되었다.
두 개의 협곡과 남쪽의 론강은 성장하는 도시에 훌륭한 자연 요새를 제공했다. 마을의 경계는 여러 차례 유혈 충돌이 일어난 곳이었다. 첫 번째는 1296년 베른고원 귀족의 지원을 받은 상류 발레 귀족(폰 투른 및 폰 라론가 포함)에 대한 주교에게 충성하는 군대의 승리였다. 1386년에 로이크는 달라교를 파괴함으로써 사보이의 아마데우스 7세 백작이 발레 상류로 진격하는 것을 막았다. 1415년, 라너 전쟁 동안 주교성과 피츠툼슈투름은 침략자들에 의해 파괴되었다. 1541년 울리히 루피너는 피츠툼슈투름의 폐허 위에 현재의 고딕 양식의 시청을 지었다. 시 1799년 프랑스군과 싸운 후 핀 로이크 전투는 불타버렸지만, 더 이상의 피해를 입지 않았다.
로이크 교구는 1227년에 처음으로 기록되었다. 1500년부터 주변 마을의 여러 마을이 로이크 교구를 떠나 다음을 포함하여 자신의 딸 교구를 형성했다. 1501년 로이커바트, 1660년 감펠, 1663년 투르트만, 1962년 수슈텐. 16세기 후반에 로이커 가문의 주요 가문은 개신교를 따르는 경향이 있었다. 그러나 1604년 발레 대공의회가 피스프에서 만나 가톨릭 신앙을 유지하기로 결정했을 때 이 가문(특히 마게란과 암뷜)은 옛 신앙으로 돌아가기로 결정했다.
중세 시대에 지역 경제는 상품 운송, 고산 목축, 농업과 포도 재배를 기반으로 했다. 이 마을은 1970년대에 환경적 이유로 제한될 때까지 핀발트(Pfyn 숲)의 론강 강변에서 자갈을 생산했다. 석회석 채굴은 1928년 주스텐의 론강에서 시작되었지만, 지금은 폐기되었다. 2005년에는 시정촌에 10개의 대규모 농장과 7개의 와이너리가 있었다.
1908년 알루스위스-베르케(현재의 알칸 Ltd)는 쉬피스와 슈테크에 가공 공장을 열었고, 로이크 출신의 많은 사람들에게 일자리를 제공했다. 로이크-로이커바트-반 철도1915년에 개통되어 1967년에 버스 운행으로 전환되었다. 2005년에 주스텐역은 론강을 가로지르는 새로운 철도 다리와 잘게쉬를 향한 새로운 철도 터널로 재건되었다. 전통적으로 로이크는 이 지역의 중앙 행정 중심지였다. 21세기 초에는 스위스 국제 전신 AG의 위성 지구국으로 인해 부분적으로 교육, 법률 및 서비스센터이기도 하다. 지구국의 대형 안테나는 로이크를 주요 대륙간 통신 센터로 만들었다. 지구국 근처에는 전자 정보 수집을 위한 스위스 군용 오닉스 시스템의 안테나가 있다.
1999년에는 로이크의 주교성을 복원하고, 유지하기 위해 로이크성 재단이 설립되었다. 복원의 일환으로 건축가 마리오 보타가 만든 유리 큐폴라로 중세 탑 중 하나를 얹었다.

## 지리

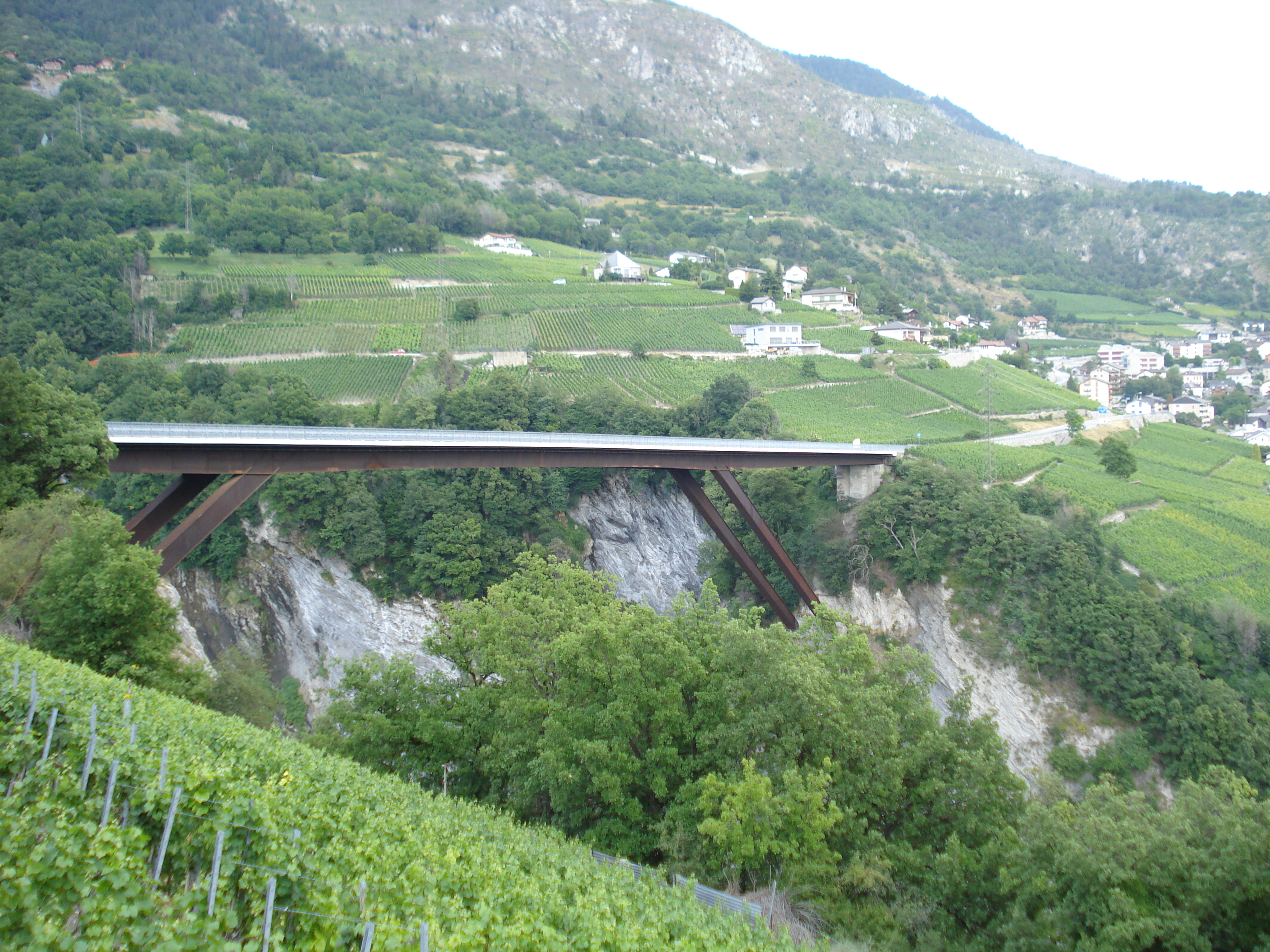
달라 협곡 위의 다리

로이크의 면적은 2011년 기준으로 44.1k㎡이다. 이 면적 중 19.6%가 농업용으로 사용되며, 48.9%는 산림이다. 나머지 토지 중 4.8%는 정착지(건물 또는 도로)이고, 26.8%는 비생산적인 토지이다.
시정촌은 로이크 지역의 수도이다. 달라 협곡과 페쉘바흐강 사이의 론강 오른쪽 위에 있다. 마을은 포도원으로 둘러싸여 있다. 로이크-슈타트 마을, 성, 론강 좌안에 있는 주스텐 마을, 브리아넨(Brianen), 파이티렌(Feithieren), 감피넨(Gampinen) 및 핀(Pfyn)의 작은 마을로 구성되어 있다.
에르쉬마트(Erschmatt)와 로이크의 지자체는 2011년 현재 이름이 미정인 새로운 지자체로 미래 날짜에 합병을 고려하고 있다.

## 인구통계
2020년 12월 기준, 로이크의 인구는 3,991명이다. 2008년 기준으로 인구의 11.0%가 거주하는 외국인이다. 1999년부터 2009년까지 지난 10년 동안 인구는 4.7%의 비율로 변화했다. 이주로 인해 3.3%의 비율로, 출생 및 사망으로 인해 1.1%의 비율로 변경되었다.
2000년 기준, 인구 대부분인 3,118명(92.8%)이 독일어를 모국어로 사용하고, 알바니아어가 두 번째로 많이 사용(79 또는 2.4%)되고, 프랑스어가 세 번째(52 또는 1.5%)로 사용된다. 이탈리아어를 할 줄 아는 15명과 로만슈어를 할 줄 아는 사람이 2명 있다.
2008년 기준으로 인구의 성별 분포는 남성 49.6%, 여성 50.4%이다. 인구는 1,526명의 스위스 남성(인구의 43.8%)과 203명(5.8%)의 비스위스계 남성으로 구성되었다. 스위스 여성은 1,573명(45.1%), 비스위스계 여성은 184명(5.3%)이었다. 지자체의 인구 중 1,617 또는 약 48.1%가 2000년에 로이크에서 태어나 그곳에 살았다. 같은 주에서 태어난 985 또는 29.3%가 있었고, 319 또는 9.5%가 스위스 다른 곳에서 태어났다. 295 또는 8.8%는 스위스 밖에서 태어났다.
인구의 연령분포(2000년 기준)는 어린이와 청소년(0~19세)이 전체 인구의 24%, 성인(20~64세)이 59.8%, 노인(64세 이상)이 16.2%를 차지한다.
2000년 기준으로 시정촌에 미혼이거나 독신인 사람은 1,401명이다. 기혼자는 1,602명, 미망인은 221명, 이혼한 사람은 137명이었다.
2000년 기준으로 시정촌에는 1,209세대의 개인 가구가 있고, 가구당 평균 2.6명이다. 1인 가구는 330가구, 5인 이상 가구는 124가구였다. 총 1,264가구 중 1인 가구가 26.1%로 부모와 동거하는 성인 14가구였다. 나머지 가구 중 자녀가 없는 부부는 328쌍, 자녀가 있는 부부는 455쌍이다. 자녀가 있는 편부모는 64명이었다. 18가구는 혈연관계가 없는 사람들로, 55가구는 일종의 기관이나 집단주택으로 구성되어 있었다.
2000년에는 총 860채의 주거용 건물 중 534채(전체의 62.1%)가 단독주택이었다. 다가구주택은 217채(25.2%), 주거용으로 주로 사용되는 다목적동은 59채(6.9%), 기타 용도(상업, 공업)는 50채(5.8%)였다.
2000년에는 총 1,126채(전체의 79.5%)가 상설 임대되었고, 241채(17.0%)는 계절적 임대, 50채(3.5%)는 비어 있었다. 2009년 기준 신규 주택 건설률은 인구 1,000명당 2.3세대였다. 2010년 시정촌 공실률은 0.84%였다.
역사적 인구는 다음 차트에 나와 있다:

### 종교
2000년 인구 조사에 따르면 2,845명(84.6%)이 로마 가톨릭 신자이고, 159명(4.7%)이 스위스 개혁 교회에 속해 있다. 나머지 인구 중 정교회 교인은 21명(인구의 약 0.62%), 크리스찬 가톨릭 교회 교인은 2명(인구의 약 0.06%)이 있었다. 다른 기독교 교회에 속한 개인은 29명(0.86%)이 있었다. 이슬람교도는 141명(인구의 약 4.20%)이 있었다. 힌두교인이 1명, 다른 교회에 속한 사람이 4명이었다. 48명(인구의 약 1.43%)이 교회에 속하지 않았으며, 불가지론자 또는 무신론자이며, 124명(또는 인구의 약 3.69%)이 질문에 대답하지 않았다.

## 경제
2010년 현재 로이크의 실업률은 2.2%이다. 2008년 현재 1차 경제 부문에 148명이 고용되어 있으며, 이 부문에 약 56개 기업이 참여하고 있다. 218명이 2차 부문에 고용되었고, 이 부문에 44개의 기업이 있었다. 850명이 3차 부문에 고용되었으며, 이 부문에는 133개의 기업이 있다. 시정촌 주민은 1,595명으로 일정 정도 고용되었으며, 그중 여성이 전체 노동력의 41.8%를 차지했다.
2008년에 정규직에 상응하는 총 일자리 수는 952개였다. 1차 부문의 일자리 수는 84개였으며, 그중 71개는 농업에 있었고, 13개는 임업 또는 목재 생산에 있었다. 2차 부문의 일자리 수는 205개로 그중 46개(22.4%)가 제조업, 138개(67.3%)가 건설업이었다. 3차 부문의 일자리 수는 663개였다. 91명(13.7%)는 도소매 또는 자동차 수리업, 48명(7.2%)는 상품의 이동 및 보관, 95명(14.3%)는 호텔 또는 레스토랑, 18명(2.7%)는 정보 산업에 종사했다. 28명(4.2%)가 보험 또는 금융 산업, 42명(6.3%)가 기술 전문가 또는 과학자, 83명(12.5%)가 교육, 204명(30.8%)가 의료 분야였다.
2000년에는 시정촌으로 통근하는 근로자가 398명, 출퇴근한 근로자가 877명이었다. 지자체는 근로자의 순수출 지자체로, 들어오는 1명당 약 2.2명의 근로자가 지자체를 떠나고 있다. 근로 인구 중 20.9%가 출퇴근용 대중교통을, 55.8%가 자가용을 이용하였다.

## 교육

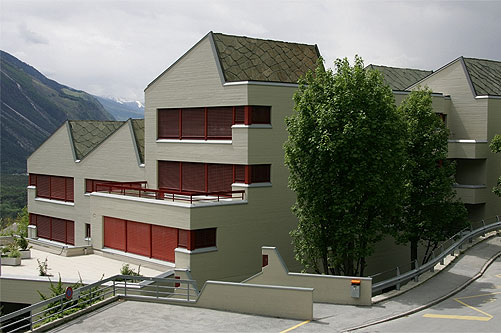
로이크의 중등 교육 기관

로이크에서는 인구의 약 1,149(34.2%)가 필수가 아닌 고등 교육을 이수했으며, 215(6.4%)가 추가 고등 교육( 대학 또는 응용학문대학)을 완료했다. 고등교육을 마친 215명 중 73.5%가 스위스 남성, 21.4%가 스위스 여성, 3.7%가 비스위스계 남성이었다.
2010학년부터 2011학년도 동안 로이크 학교 시스템에는 총 438명의 학생이 있었다. 발레주의 교육 시스템은 어린아이들이 1년 동안 비의무 유치원에 다닐 수 있도록 허용한다. 해당 학년도에는 4개의 유치원 학급(KG1 또는 KG2)과 63명의 유치원생이 있다. 캔톤의 학교 시스템은 학생들이 초등학교 6년에 다닐 것을 요구한다. 로이크에는 초등학교에 총 13개의 학급과 258명의 학생이 있었다. 중등학교 프로그램은 3년의 낮은 의무 교육(오리엔테이션 수업)과 3~5년의 선택적인 고급 학교로 구성된다. 로이크에서 학교에 다니는 180명의 중학생이 있었다. 모든 고등학교 학생들은 다른 지자체의 학교에 다녔다.
2000년 기준으로 로이크에는 128명의 다른 지자체에서 온 학생이 있었고, 124명의 주민들은 지자체 이외의 학교에 다녔다.

## 국가중요문화재
달라투름, 성 슈테판 교회, 시청사(시의회 의사당), 은자가 있었던 링가크의 마리아 수태 예배당 및 첸-루피넨성은 국가적으로 중요한 스위스 문화 유산으로 등록되어 있다. 로이크의 작은 마을 전체와 에르쉬마트 마을은 스위스 유산 목록의 일부이다.

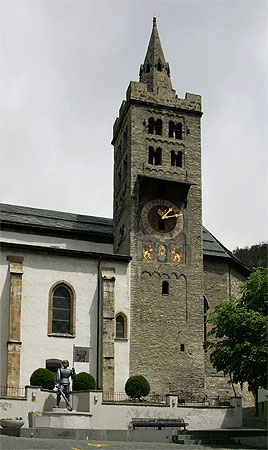
성슈테판 교회
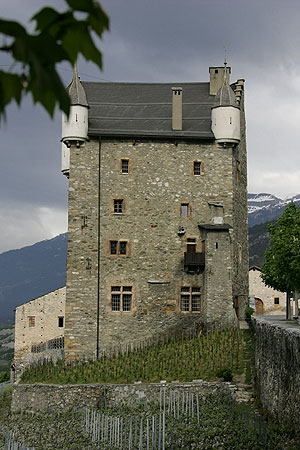
라트하우스 (의회당)
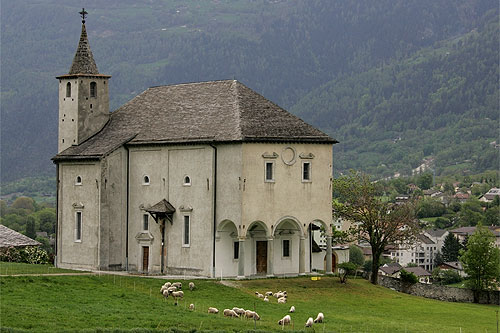
은자가 머물렀던 마리아 수태 링가커 예배당
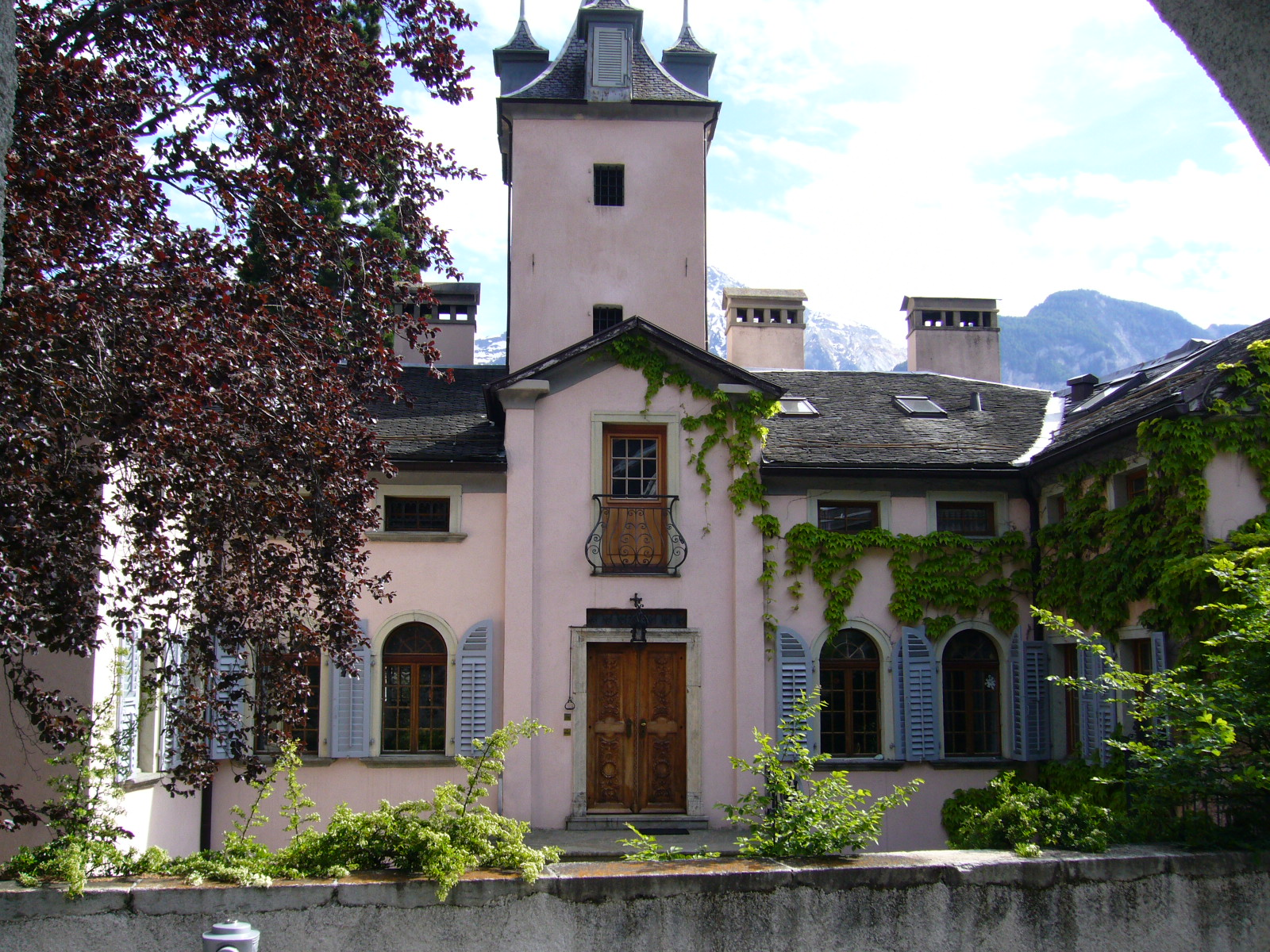
첸-루피넨성

## 교통
가장 가까운 공항은 시옹 공항이다. 제네바 공항은 직행 열차로 갈 수 있다.
로잔에서 브리크글리스까지 가는 모든 급행열차(IR)는 로이크역에서 정차한다. 여기에서 로이커바트까지 버스 노선으로 변경할 수 있다.
주요 도로인 9번 도로는 마을 중심을 지나 계곡으로 이어진다. 핀발트를 통과하는 현재 경로는 곧 대체 될 예정이다. 주요 도로는 잘게쉬와 로이크 사이의 오래된 철도 노선으로 이동되며, 핀발트를 통과하는 도로는 A9 고속도로로 확장될 예정이다.